# Humble (Texas)
Humble (/ˈʌmbəl/) est une ville  du comté de Harris au Texas. Elle fait partie de l'aire métropolitaine de Houston.
Lors du recensement de 2010, la ville compte 15 133 habitants.

## Personnalités
- Samuel Cosmi , joueur de football américain, né en 1999
- Leon Flach, joueur de soccer américain, y est né en 2001
- Daniel Stumpf, joueur de baseball y est né en 1991